# Asajirella
Asajirella is een monotypisch mosdiertjesgeslacht uit de  familie van de Lophopodidae en de orde Plumatellida

## Soorten
- Asajirella gelatinosa (Oka, 1891)